# Risco climático
Risco climático: é o possível impacto negativo que um evento climático pode causar a um bem, sociedade ou ecossistema. O risco climático não é necessariamente causado apenas pelas mudanças climáticas, pode estar associado a outros aspectos como urbanização.
Mudanças nos parâmetros climáticos como precipitação, temperatura e vento, podem causar diferentes eventos como secas, tempestades, ondas de calor, ondas de frio e subida do nível do mar. Estes eventos, por sua vez, podem gerar diversos impactos, como inundações em cidades, paralisação de sistemas de transporte, destruição de zonas costeiras, incêndios de florestas, entre outros.
O risco climático pode ser analisado através do produto da probabilidade e severidade do impacto no local em estudo. A vulnerabilidade e exposição do local em estudo a eventos climáticos são fatores determinantes do risco climático. O risco de longo-prazo pode ser definido projetando as variáveis, probabilidade e severidade, levando em consideração as mudanças climáticas e alterações do local. 
A gestão de riscos climáticos pode ser uma ferramenta para a priorização de iniciativas de adaptação às mudanças climáticas. Em casos onde é verificado uma alteração dos parâmetros climáticos e um aumento na ocorrência de fenômenos naturais é importante conhecer mais profundamente os riscos climáticos.
No Brasil, a organização referência em pesquisas sobre o tema é o Centro de Ciência do Sistema Terrestre (CCST) do Instituto Nacional de Pesquisas Espaciais (INPE).